# Гутьеррес, Анабель
Анабель Гутьеррес (исп. Anabel Gutierrez Aicua; 5 сентября 1931, Мехико — 21 августа 2022, Пуэбла-де-Сарагоса) — мексиканская актриса, актриса эпохи «Золотого века мексиканского кинематографа».

## Биография
Родилась 5 сентября 1931 года в Мехико. В мексиканском кинематографе дебютировала в 1949 году и с тех пор снялась в 36 работах в кино и телесериалах. Являлась одной из последних остававшихся в живых легенд эпохи «Золотого века мексиканского кинематографа». Трижды номинировалась на премию Ariel Awards (1952, 1953 и 1956), победила лишь в 1956 году.
В конце 1960-х годов Гутьеррес начала работать на телевидении и установила рабочие отношения с Гомесом Боланьосом Роберто, которые принесли ей вторую славу.
Скончалась 21 августа 2022 года в Пуэбла-де-Сарагосе.

## Личная жизнь
Анабель Гутьеррес вышла замуж и родила единственную дочь — актрису Амайрани.

## Фильмография

### Избранные телесериалы
- 1985—2007 — «Женщина, случаи из реальной жизни»
- 1997 — «Однажды у нас вырастут крылья» — Бернардита
- 2007 — «Лола: Давным-давно» — мать Монсеррат